# Bulgarije op het Eurovisiesongfestival 2018

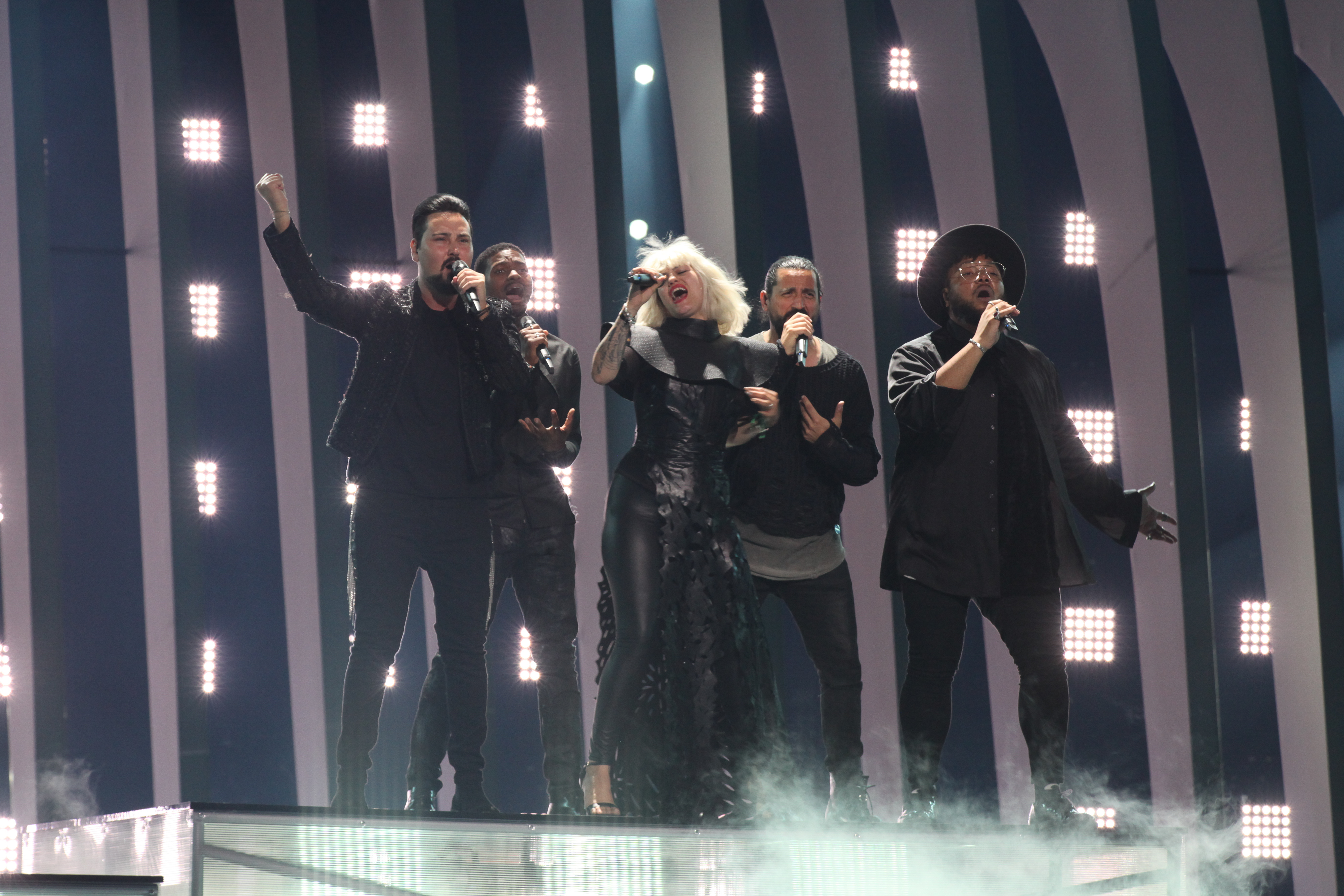
Equinox tijdens hun optreden in Lissabon.

Bulgarije nam deel aan het Eurovisiesongfestival 2018 in Lissabon, Portugal. Het was de 12de deelname van het land aan het Eurovisiesongfestival. De BNT was verantwoordelijk voor de Bulgaarse bijdrage van 2018.

## Selectieprocedure
Net de voorgaande jaren opteerde de Bulgaarse openbare omroep voor een interne selectie om diens act voor het Eurovisiesongfestival 2018 samen te stellen. De keuze viel uiteindelijk op Equinox, met het nummer Bones. De Bulgaarse act werd op 12 maart 2018 gepresenteerd aan het grote publiek.

## In Lissabon
Bulgarije trad aan in de eerste halve finale, op dinsdag 8 mei 2018. Equinox was als tiende van negentien acts aan de beurt, net na Elina Netsjajeva uit Estland en gevolgd door Eye Cue uit Macedonië. Bulgarije eindigde als zevende en wist daarmee door te stoten naar de finale. Daarin trad Bulgarije als achttiende van 26 landen aan, net na Saara Aalto uit Finland en gevolgd door DoReDoS uit Moldavië. Bulgarije eindigde uiteindelijk als veertiende.
2005 · 2006 · 2007 · 2008 · 2009 · 2010 · 2011 · 2012 · 2013 · 2014-2015 · 2016 · 2017 · 2018 · 2019-2020 · 2021 · 2022 · 2023-2025
Albanië · Armenië · Australië · Azerbeidzjan · België · Bulgarije · Cyprus · Denemarken · Duitsland · Estland · Finland · Frankrijk · Georgië · Griekenland · Hongarije · Ierland · IJsland · Israël · Italië · Kroatië · Letland · Litouwen · Macedonië · Malta · Moldavië · Montenegro · Nederland · Noorwegen · Oekraïne · Oostenrijk · Polen · Portugal · Roemenië · Rusland · San Marino · Servië · Slovenië · Spanje · Tsjechië · Verenigd Koninkrijk · Wit-Rusland · Zweden · Zwitserland